# Csang Si-csuan
Csang Sicsuan (Zhang Shichuan)
 (kínai:张石川, magyaros átírás szerint: Csang Sicsuan, Ningbo, Kína, 1890. január 1. - 1954. július 8.) kínai filmrendező és forgatókönyvíró. A kínai filmgyártás „első aranykorában” a Minghszing Film Company (Mingxing Film Company) (Bright Star Pictures) filmgyártó cég megalapítója volt társával, Cseng Csengcsiu (Zheng Zhengqiu)val, együtt készítették el az első kínai rövidfilmet The Difficult Couple címen 1913-ban.

## Korai évek
Csang Sicsuan (Zhang Shichuan) 1890. január 1-jén született Ningbóban (Kína). Tizenhat éves volt, mikor édesapja meghalt, és a fiút Sanghajba küldték nagybátyjához, aki egy textilgyárban szerzett munkát neki. Ott külföldi üzleteket bonyolított, amihez esti iskolában fejlesztette nyelvtudását és elismerést szerzett munkaadóinál.

## Karrier
1913-ban két amerikai üzletember vette meg Benjamin Brodsky Asia Film Company nevű filmgyártó cégét, és felkérték Csangot (Zhangot) tanácsadónak és társnak. Első filmjét 1913-ban vették föl Difficult Couple címmel, ez volt az első hangalámondásos rövidfilm Kínában. 1916-ban, amikor bejelentették az Asia Film Company megszűnését, a rendező összeállt Cseng Csengcsiu (Zheng Zhengqiu)val, Csou Csienjünnel (Zhou Jianyunnal), Cseng Csökuval (Zheng Zheguval) és Zsen Csinpinggel (Ren Jinpinggel) és megalapították a Minghszing Film Company (Mingxing Film Company) (Bright Star Pictures) filmgyártó céget.
Csang (Zhang) mindenféle stílusú filmet rendezett, de 1922-től nőkről szóló drámákra fordította figyelmét. Az 1920-as évek közepén ezt megtoldotta a lovagok és szellemek témájával. Első nagy sikere a The Burning of Red Lotus Temple című sorozat volt 1928 és 1931 között, mely 18 filmből állt, majd ezt követte a New Journey to the West (1929-30), ez három filmből álló sorozat volt. A kínai-japán háború idején Csang (Zhang) számos baloldali filmet alkotott a japánok ellen 1942-ig. Ezután vezetői pozíciót kapott a Chinese Union Film Company elnevezésű filmgyártó cégnék, majd később a Hong Kong China Film Company és a Shanghai Datong Film Company társaságoknál. Ebben az időszakban, 1948 és 1949 között már csak két filmet rendezett, élete során összesen közel 150-et.